# Apatania dalecarlica
Apatania dalecarlica är en nattsländeart som först beskrevs av Forsslund 1942.  Apatania dalecarlica ingår i släktet Apatania, och familjen husmasknattsländor. Arten är reproducerande i Sverige.